# Mia Goth
Pour les articles homonymes, voir Goth (homonymie).
Mia Goth, est une actrice et mannequin britannique, née le 25 octobre 1993 à Southwark en Angleterre.
Elle est la petite-fille de l'actrice brésilienne Maria Gladys (en) et de l'artiste américain Lee Jaffe (en). Après un bref passage dans le mannequinat à l'adolescence, Mia Goth fait ses débuts au cinéma dans le film Nymphomaniac (2013). Elle acquiert une reconnaissance supplémentaire avec des films tels que The Survivalist (en) (2015), High Life (2018), Suspiria (2018) et Emma. (2020). Elle réalise une percée dans sa carrière en 2022 en jouant dans le film d'horreur X, premier volet d'une trilogie réalisée par Ti West comportant une préquelle, Pearl (2022) et une suite, MaXXXine (2024).

## Biographie

### Enfance
Mia Gypsy Mello da Silva Goth est née le 25 octobre 1993 d'une mère brésilienne et d'un père canadien, originaire de la Nouvelle-Écosse, au Guy's Hospital situé dans le borough londonien de Southwark,. Son grand-père maternel est l'artiste juif Lee Jaffe et sa grand-mère maternelle est l'actrice brésilienne Maria Gladys .
Elle n'est âgée que de quelques semaines quand elle déménage au Brésil car sa mère, qui n'a que 20 ans, a besoin d'être aidée par sa famille. Elle retourne en Angleterre à 5 ans puis, à 10 ans, s'établit au Canada où la vie avec son père est difficile. À 12 ans, elle revient en Angleterre avec sa mère.

### Carrière artistique
Mia Goth est repérée à l'âge de 14 ans, pendant un festival de musique, par la photographe de mode Gemma Booth puis recrutée par l'agence de mannequins Storm Model Management,.
À 16 ans, elle commence à auditionner pour des films et décroche son premier rôle en 2012 dans Nymphomaniac de Lars von Trier, avec Charlotte Gainsbourg, sorti fin 2013. Mia Goth déclare que ce film a changé sa vie. C'est pendant le tournage de Nymphomaniac qu'elle rencontre l'acteur Shia LaBeouf, qu'elle épouse en 2016.
En 2013, Mia Goth apparaît dans trois épisodes de la série télé franco-britannique Tunnel. On la retrouve sur le petit écran en 2015 dans un épisode de la quatrième saison de la série britannique Les Enquêtes de l'inspecteur Wallander (L'Homme inquiet 1re  partie). La même année, au cinéma, elle a le rôle principal dans le thriller post-apocalyptique The Survivalist (en) qui lui vaut une nomination comme meilleur espoir (Most promising newcomer) aux British Independent Film Awards. Elle joue également dans le film d'aventure Everest de Baltasar Kormákur.
L'actrice est ensuite à l'affiche de trois films d'horreur : A Cure for Life de Gore Verbinski en 2016, Le Secret des Marrowbone du réalisateur espagnol Sergio G. Sánchez (en) en 2017 avec notamment Anya Taylor-Joy, et Suspiria en 2018, remake du film homonyme de Dario Argento réalisé par Luca Guadagnino et qui remporte le prix Robert-Altman lors de la 34e cérémonie des Independent Spirit Awards, que Mia Goth partage avec l'ensemble de la distribution, les directeurs de casting et le réalisateur du film. 
Elle enchaîne avec le film de science-fiction High Life de Claire Denis, partageant l'affiche avec Robert Pattinson et Juliette Binoche.
En 2020, elle change de genre en tenant le rôle de Harriet Smith dans Emma., adaptation du roman homonyme de Jane Austen réalisée par Autumn de Wilde, où elle retrouve Anya Taylor-Joy.
Elle tient l'un des rôles principaux, avec Grace Van Patten, du film d'action Mayday, réalisé par Karen Cinorre, qui est présenté au festival du film de Sundance 2021, puis elle prête sa voix à l'un des personnages du film à sketches réalisé en stop motion La Maison (The House), diffusé à partir du 14 janvier 2022 sur Netflix.
Sous la direction de Ti West, elle est en vedette dans le film d'horreur X racontant le massacre de l'équipe de tournage d'un film pornographique à la fin des années 1970. Sorti en salles aux États-Unis le 18 mars 2022, c'est un succès public et critique. Mia Goth obtient deux nominations pour son interprétation (Meilleure actrice aux Hollywood Critics Association Awards et Interprétation la plus effrayante aux MTV Movie & TV Awards),. Elle enchaîne avec le rôle titre de Pearl, filmé dans la foulée de X et qui n'est autre que sa préquelle dont l'action se déroule en 1918. Également réalisé par Ti West, et co scénarisé par Mia Goth, Pearl sort le 16 septembre 2022 aux États-Unis après avoir été présenté hors compétition à la Mostra de Venise puis au Festival international du film de Toronto,,.
L'accueil du public et de la critique est très positif, les médias soulignent la performance de Mia Goth qui est nommée pour plusieurs prix, et le long métrage reçoit même les éloges du cinéaste Martin Scorsese,,,. Ti West annonce une suite à X, intitulée MaXXXine, se déroulant cette fois dans les années 1980, avec toujours Mia Goth dans le rôle principal.  
Mia Goth est à l'affiche du film de science-fiction horrifique Infinity Pool de Brandon Cronenberg. Il est projeté lors du festival du film de Sundance 2023 juste avant une sortie dans les salles américaines le 27 janvier 2023.
Alors que l'actrice est en train de tourner MaXXXine, il est annoncé qu'elle fera partie de la distribution de Blade, film de la phase 6 de l'univers cinématographique Marvel,, dont la date de sortie est indéterminée.
Elle est ensuite choisie par Guillermo del Toro pour faire partie de la distribution de Frankenstein, adaptation du célèbre roman de Mary Shelley.
MaXXXine est sur les écrans américains le 5 juillet 2024 et réalise le meilleur démarrage de la série horrifique X.

### Vie privée
En novembre 2012, elle commence à fréquenter l'acteur Shia LaBeouf, qu'elle a rencontré sur le tournage du film Nymphomaniac,. Ils se marient le 10 octobre 2016 à Las Vegas dans le Nevada,,.
En septembre 2018, Shia LaBeouf et Mia Goth demandent le divorce. En novembre 2021, ils sont à nouveau en couple et deviennent parents en mars 2022 d'une fille prénommée Isabel,.

## Filmographie
Sauf indication contraire, les informations mentionnées dans cette section peuvent être confirmées par les bases de données cinématographiques IMDb et Allociné,  présentes dans la section « Liens externes ».

### Actrice

#### Cinéma

##### Longs métrages
- 2013 : Nymphomaniac : Volume II de Lars von Trier : P
- 2015 : The Survivalist (en) de Stephen Fingleton : Milja
- 2015 : Everest de Baltasar Kormákur : Meg Weathers
- 2016 : A Cure for Life (A Cure for Wellness) de Gore Verbinski : Hannah
- 2017 : Le Secret des Marrowbone (El secreto de Marrowbone) de Sergio G. Sánchez : Jane Marrowbone
- 2018 : Suspiria de Luca Guadagnino : Sara
- 2018 : High Life de Claire Denis : Boyse
- 2020 : Emma. de Autumn de Wilde : Harriet Smith
- 2021 : Mayday de Karen Cinorre : Marsha
- 2022 : La Maison (The House), premier segment, d'Emma De Swaef et Marc James Roels : Mabel (voix originale)
- 2022 : X de Ti West : Maxine Minx / Pearl
- 2022 : Pearl de Ti West : Pearl
- 2023 : Infinity Pool de Brandon Cronenberg : Gabi Bauer
- 2024 : MaXXXine de Ti West : Maxine Minx

Prochainement
- 2025 : Frankenstein de Guillermo del Toro
- 2026 : The Odyssey de Christopher Nolan
- 202? : Blade : Lilith
- 202? : Sweet Dreams de Carl Tibbetts[32] : Dorothy

##### Courts métrages
- 2014 : Magpie de Stephen Fingleton : la fille
- 2015 : Subjective Reality de Steven Meisel : mannequin
- 2019 : The Staggering Girl de Luca Guadagnino : Sofia jeune

#### Télévision

##### Séries télévisées
- 2013 : Tunnel : Sophie Campbell (3 épisodes)
- 2015 : Les Enquêtes de l'inspecteur Wallander (Wallander) : Hannah Hjelmqvist (1 épisode)

#### Clip
- 2014 : Haunted Love de Future Unlimited, réalisé par Shia LaBeouf

### Productrice
- 2022 : Pearl de Ti West
- 2024 : MaXXXine de Ti West

### Scénariste
- 2022 : Pearl de Ti West

## Distinctions
Sauf indication contraire ou complémentaire, les informations mentionnées dans cette section proviennent de la base de données IMDb.

### Récompenses
- Film Independent's Spirit Awards 2019 : Prix Robert-Altman pour Suspiria (partagé avec l'ensemble du casting, les directeurs de casting et le réalisateur)
- Festival de Catalogne 2022 : Prix de la meilleure actrice pour Pearl
- Critics Choice Super Awards 2023 : 
  - Meilleure actrice dans un film d'horreur pour Pearl
  - Meilleur villain dans un film pour Pearl
- Fangoria Chainsaw Awards 2023 : meilleure interprétation dans un rôle principal pour Pearl
- Hawaii Film Critics Society Awards 2023 : meilleure actrice pour Pearl

### Nominations
- British Independent Film Awards 2015 : meilleur espoir pour The Survivalist (en)
- Bram Stoker Awards 2022 : meilleur scénario pour Pearl (partagé avec Ti West)
- Chicago Film Critics Association Awards 2022 : meilleure actrice pour Pearl
- Greater Western New York Film Critics Association Awards 2022 : meilleure actrice pour Pearl
- Hollywood Critics Association Awards 2022 : meilleure actrice pour X
- Indiana Film Journalists Association Awards 2022 : meilleure interprétation dans un rôle principal pour X et pour Pearl
- MTV Movie & TV Awards 2022 : interprétation la plus effrayante pour X
- Online Association of Female Film Critics Awards 2022 : révélation pour Pearl
- St. Louis Film Critics Association Awards 2022 : meilleure actrice pour Pearl
- Sunset Film Circle Awards 2022 : meilleure actrice pour X et Pearl
- Utah Film Critics Association 2022 : Vice/Martin Award pour Pearl
- Austin Film Critics Association Awards 2023 : meilleure actrice pour Pearl
- Chicago Indie Critics Awards 2023 :
  - Meilleure actrice pour Pearl
  - Révélation
- Columbus Film Critics Association Awards 2023 :
  - Actrice de l'année pour ses rôles dans X et Pearl
  - Meilleure interprétation dans un rôle principal pour Pearl
- Denver Film Critics Society Awards 2023 : meilleure actrice pour Pearl
- DiscussingFilm Critics Awards 2023 : meilleure actrice pour Pearl
- Dorian Awards 2023 : interprétation cinématographique de l'année pour Pearl
- Fangoria Chainsaw Awards 2023 : meilleur scénario pour Pearl (partagé avec Ti West)
- Film Independent's Spirit Awards 2023 : meilleure interprétation dans un rôle principal pour Pearl
- Gold Derby Awards 2023 : meilleure actrice pour Pearl
- Hollywood Critics Association Awards 2023 : meilleure actrice pour Infinity Pool
- International Online Cinema Awards 2023 : meilleure actrice pour Pearl
- Latino Entertainment Journalists Association Film Awards 2023 : meilleure actrice pour Pearl
- Minnesota Film Critics Alliance Awards 2023 : meilleure actrice pour Pearl
- Music City Film Critics' Association Awards 2023 : meilleure actrice pour Pearl
- North Carolina Film Critics Association Awards 2023 : meilleure actrice pour Pearl
- North Dakota Film Society Awards 2023 : meilleure actrice pour Pearl
- Online Film Critics Society Awards 2023 : meilleure actrice pour Pearl
- Portland Critics Association Awards 2023 : meilleure actrice pour Pearl
- San Francisco Bay Area Film Critics Circle Awards 2023 : meilleure actrice pour Pearl
- Seattle Film Critics Society Awards 2023 :
  - Meilleure actrice pour Pearl
  - Meilleur villain pour X et Pearl
- Saturn Awards 2024 :
  - Meilleure actrice pour Pearl
  - Meilleur scénario pour Pearl (partagé avec Ti West)
- Seattle Film Critics Society Awards 2024 : villain de l'année pour Infinity Pool